# 연 (좌풍익)
연(延, ? ~ ?)은 전한 중기의 관료이다. '연'은 이름자로, 성씨는 알 수 없다.

## 행적
본시 4년(기원전 70), 좌풍익에 임명되었다.
지절 3년(기원전 67), 면직되었다.

## 출전
- 반고, 《한서》 권19하 백관공경표(百官公卿表) 下

| 전임 송기 | 전한의 좌풍익 기원전 70년 ~ 기원전 67년 | 후임 관 |